# Pico do Papagaio (Ilha Grande)

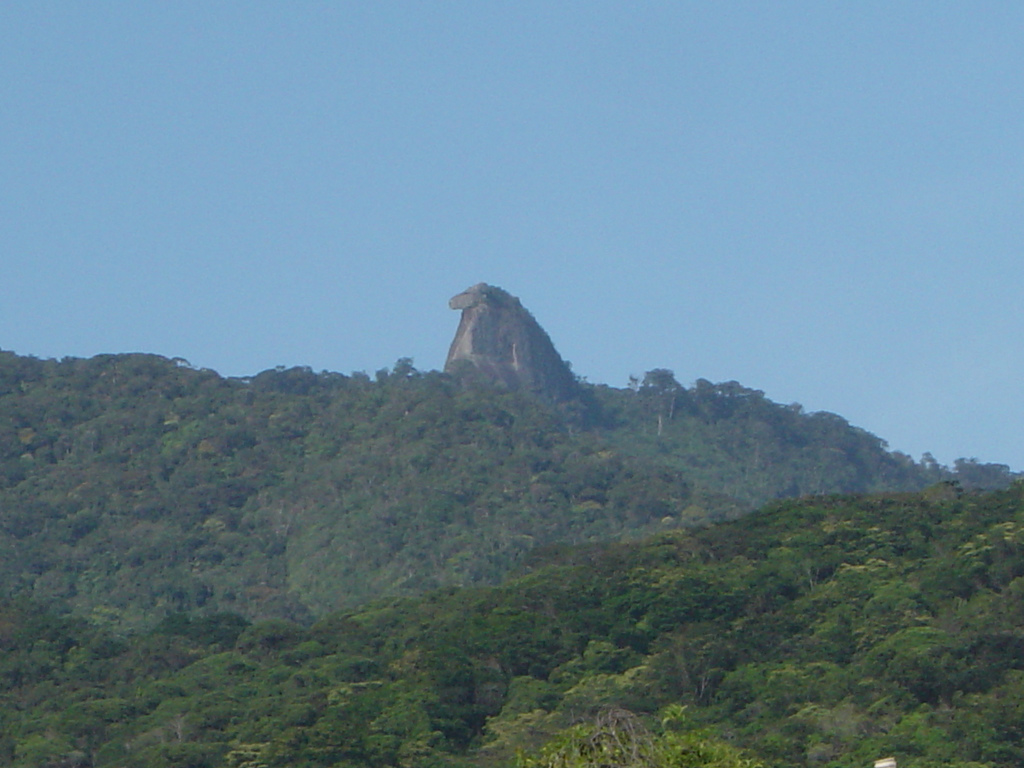
Pico do Papagaio

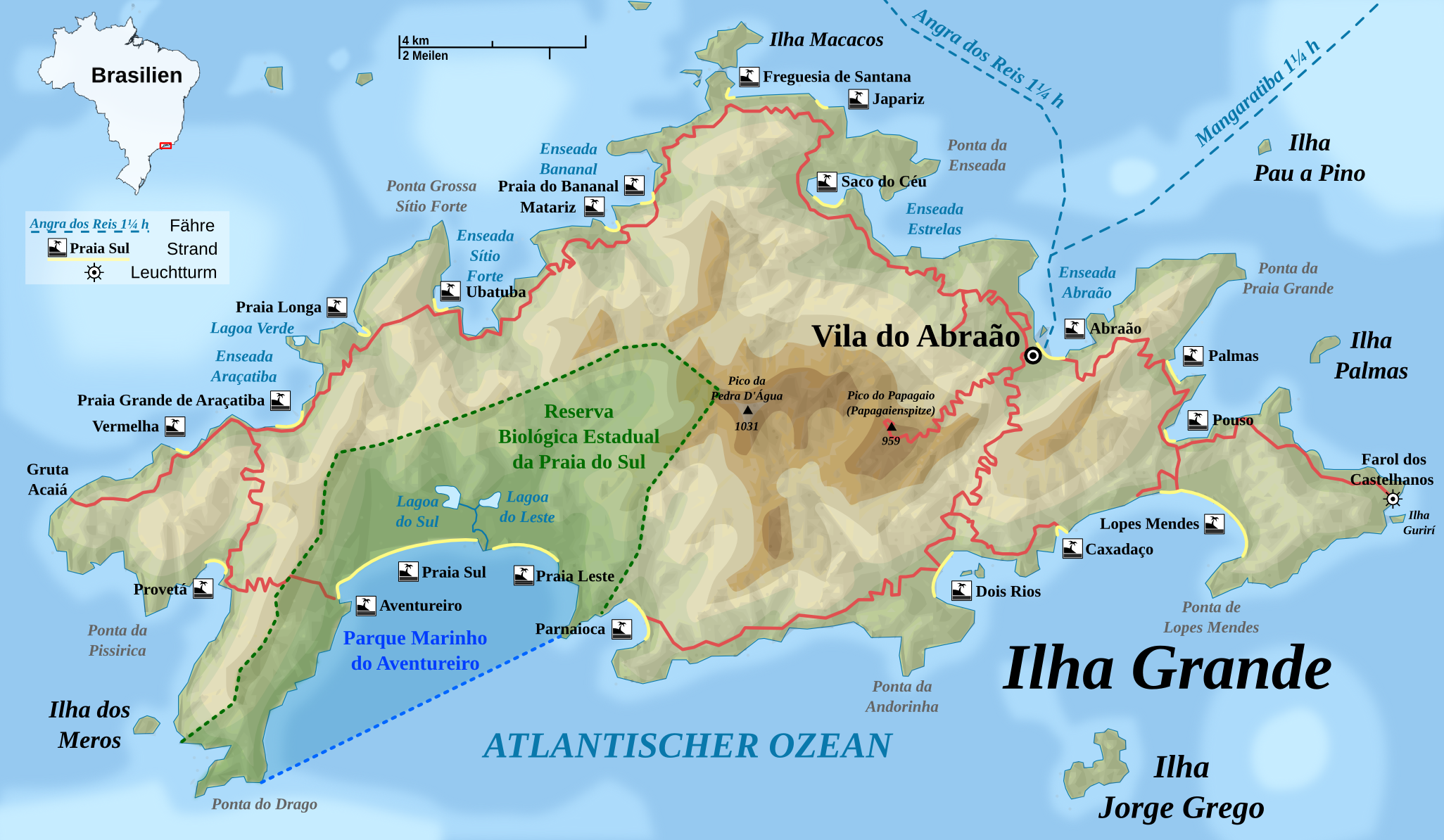

Der Pico do Papagaio („Papageienspitze“) ist ein Berg im Inneren der brasilianischen Insel Ilha Grande. Mit einer Höhe von 982 m ist er nach dem Pico da Pedra D’Água (1031 m) der zweithöchste Gipfel der Insel. Seinen Namen trägt der felsige Gipfel, da er von weitem die Form eines Papageienkopfes hat. Unter Urlaubern ist der Pico do Papagaio, von dessen Gipfel man bei gutem Wetter einen weiten Ausblick über große Teile der Baía da Ilha Grande hat, ein beliebtes Wanderziel. Von Vila do Abraão aus erreicht man den Gipfel über einen Pfad durch dichten atlantischen Regenwald der Ilha Grande in ca. drei Stunden.